# بردية تورين القضائية

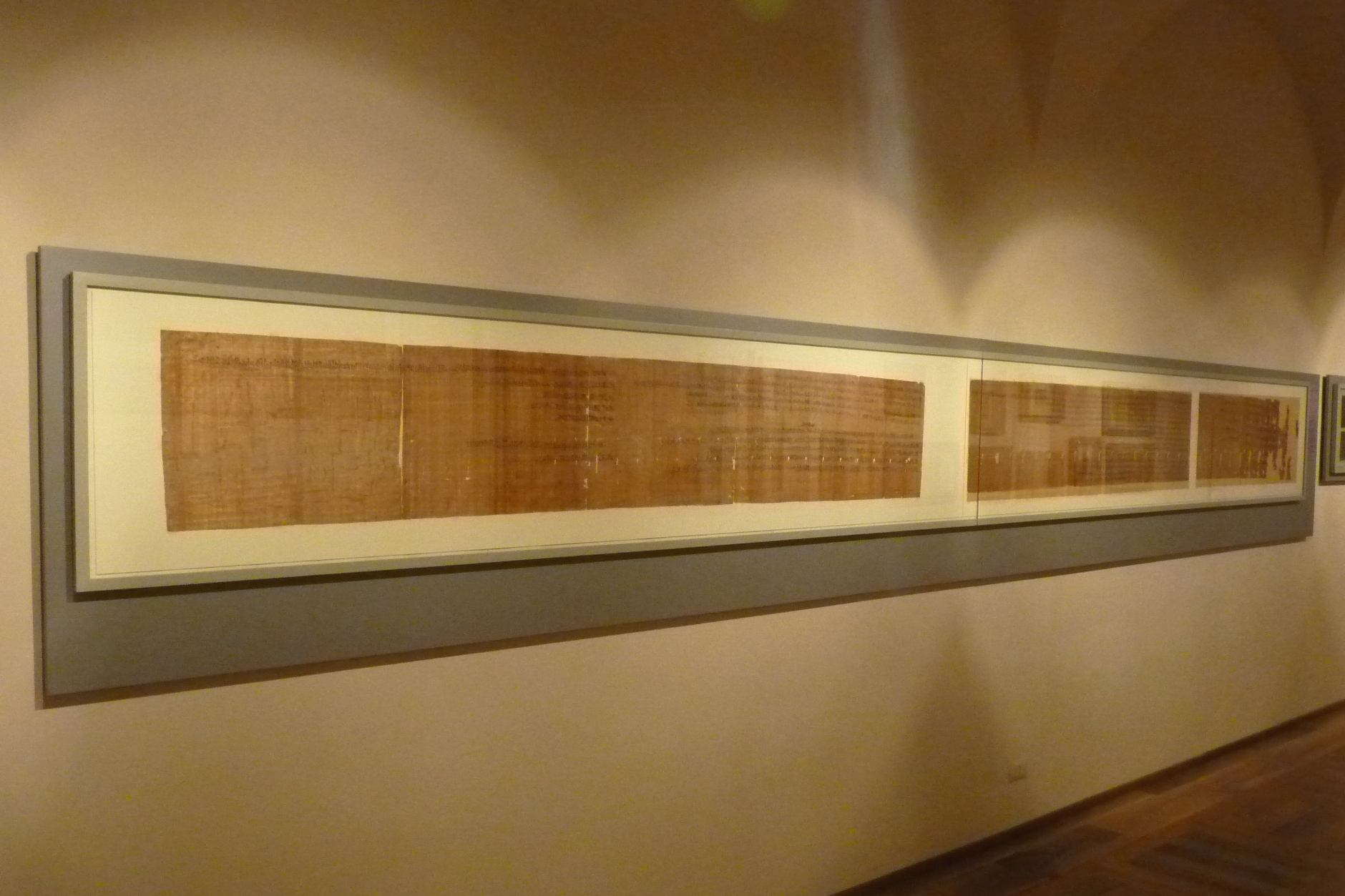
بردية قضائية. تورين ، متحف إيجيزيو

بردية تورين القضائية (أيضًا تُعرف بـ بردية تورين القانونية) هي سجل مصري قديم يعود إلى القرن الثاني عشر قبل الميلاد للمحاكمات التي أجريت ضد المتآمرين الذين يخططون لاغتيال رمسيس الثالث فيما يشار إليه باسم «مؤامرة الحريم». تحتوي البردية في الغالب على ملخصات للاتهامات والإدانات والعقوبات الصادرة.
البردية هي مزيج من عدة برديات، بردية «رولين»، وبردية «فارزي»، وبردية «لي»، وبردية «رفود» وبردية «رفاع الثاني». تم فصل النص في الأصل بواسطة لص قام بقص المستند بعناية، مع التأكد من عدم إلحاق الكثير من الضرر بالنص نفسه. تتعامل برديتان اخريات من البرديات في هذه القضية: تقدم برديات «رولين» و «لي» تفاصيل إضافية، مما يبرز الطبيعة المكثفة للبرديات القضائية. تحتوي الوثيقة على القائمة الكاملة لمن شاركوا في المؤامرة، بالإضافة إلى الحكم والعقاب الذي تلقوه.

## خلفية تاريخية
تميز عهد رمسيس الثالث بالصراع الخارجي والانحدار الداخلي، والذي يبدو أنه أضعف مكانة الفرعون، محاطًا بالخدم والمسؤولين من أصول أجنبية.  من أعراض حالة البلاد عدم قدرة البيروقراطية الظاهرة على إمداد العمال في دير المدينة مما أدى إلى أول إضراب مسجل في التاريخ في العام التاسع والعشرين من حكم رمسيس.  في هذا الجو من عدم اليقين، أرادت الملكة تيي استبدال ابنها بنتاور بوريث رمسيس المعين، رمسيس الرابع المستقبلي، وابن زوجة أخرى تيتي، ولم تواجه أي مشاكل في العثور على أشخاص مؤثرين يساعدونها.

## المؤامرة
استعان تيي بمساعدة Pebekkamen ، رئيس المخزن، ماستيسوريا، كبير الخدم، بانهايبوني، ناظر الماشية، بانوك، المشرف على الحريم، وبيندوا، كاتب الحريم. كانت هذه المجموعة مسؤولة عن محاولة إثارة تمرد ضد الملك، مع نشر بيبيكامين الدعوة إلى العمل:
.. لقد بدأ في إيصال كلمتهم لأمهاتهم وإخوانهم الموجودين هناك، قائلاً: "هيجوا الناس! يحرضون على العداوة من أجل التمرد على سيدهم! 
أثناء الاحتفال الجميل بالوادي، اغتال المتآمرون رمسيس الثالث، لكنهم فشلوا في وضع بنتاور على العرش. تم القبض على المتآمرين ومحاكمتهم.

## المحاكمة
لا تُعد البردية سجلاً مفصلاً لإجراءات المحكمة، ولكنها قائمة بالمتهمين، الذين غالبًا ما يشار إليهم باسم مستعار مثل Mesedsure ، أي «ري يكرهه»،  الجرائم التي اتهموا بارتكابها والحكم عليهم. كان يعتقد ذات مرة أن المحاكمة نفسها أجريت تحت إشراف رمسيس الثالث، حيث افتتحت الوثيقة بألقابه، وهو يعطي التعليمات التالية للقضاة:
أما الأمور التي قوم الناس - لا أعلم من دبرها - فاذهبوا وافحصوها ' وذهبوا وفحصوهم، وتسببوا في وفاة من تسببوا بأيديهم، على الرغم من [أنا] لا أعرف [من] س، [وهم] أيضًا عاقبوا [الآخرين] ، رغم لا أعرف من. لكن [أنا] وجهت إليهم الاتهامات [الصارمة] قائلاً: «انتبهوا، احذروا لئلا تسمحوا بأن يعاقب [شخص ما] (9) ظلماً [من قبل مسؤول] ليس عليه».
من المعروف الآن أن رمسيس الثالث لم ينج من محاولة اغتياله، وأن المحاكمة قام بها خليفته رمسيس الرابع باسم والده المقتول.

تألفت المحكمة من اثني عشر قاضياً: مونتيمتو وبيفرو، مشرفين على الخزانة؛ كارا وهوري حاملا اللواء؛ بايبيز، كيديندينا، بعالماهار، بيرسوين، ودوتريكنيفر، الخدم؛ بيرنوت وكيل الملك؛ ومي وبريم حب، كتبة. على مدار ثلاث محاكمات، حوكم من شاركوا بنشاط في المؤامرة وساعدوهم أمام المحكمة وأدينوا وعوقبوا وفقًا لذلك. كان كل من بيبيكامين وماستيسوريا وبانايبوني وبانوك وبيدوا
وضع أمام مسؤولي محكمة الامتحانات؛ وجدوه مذنبا. تسببوا في عقوبته لتجاوزه. 
في المجموع، تم إعدام 28 شخصًا بينما سُمح لـ 10، بمن فيهم بينتاور، بالانتحار. يشير النص إليها باختصار على النحو التالي:
لقد تركوه (أي القضاة) في مكانه، وانتحر. 
وتتعلق المحاكمات الرابعة والخامسة بعقوبة أعضاء المحكمة. كما قُطعت أنوف وآذان أربعة أشخاص آخرين، من بينهم اثنان من القاضيين، بايبيسي وماي، وتعرض آخر للتوبيخ اللفظي لوقوفه مع النساء المتهمات. شارك هوري أيضًا ولكن لم يتم تسجيل عقوبته. 

## ما بعد الكارثة
كان يعتقد أن رمسيس الثالث عاش طويلا بما يكفي للإشراف على محاكمة محاولات اغتياله حيث تبدأ الوثيقة بمخاطبة القضاة مباشرة. ومع ذلك، تمت الإشارة إليه في البردية لي باسم «الإله العظيم»، وهو مصطلح يستخدم فقط للملوك المتوفين في هذا الوقت. لا تظهر مومياءه المحفوظة جيدًا والتي لا تزال ملفوفة أي علامات خارجية لموت عنيف، لذلك كان يُفترض منذ فترة طويلة أن سبب الوفاة هو سبب طبيعي. كشف التصوير المقطعي المحوسب الأخير أن تحت الضمادات الموجودة على رقبته كان هناك جرح كبير يصل حتى العظم. ثبت أن هذه الإصابة قاتلة. 
تم التأكد من أن مومياء 'الرجل الغير معروف E' هي نجل رمسيس الثالث. لم يتم تحنيط هذه المومياء بطريقة نموذجية، وتم دفنها بجلد ماعز غير نقي داخل تابوت غير مدون. من المؤكد أن هذا العلاج يجعل الجسم مرشحًا محتملًا لعلاج بينتاور. 

### فهرس
- Breasted، James Henry (1906). The Twentieth to the Twenty-Sixth Dynasties. Ancient Records of Egypt. Chicago, IL: University of Chicago Press. ج. IV.
- Edwards، I. E. S.، المحرر (2000). Cambridge Ancient History, Part 2. Cambridge University Press.
- Montet، Pierre (1981). Everyday Life in Egypt in the Days of Ramesses the Great. ترجمة: A. R. Maxwell-Hyslop؛ Margaret S. Drower. Introduction by David B. O'Connor. Philadelphia, PA: University of Pennsylvania Press. ISBN:978-0-8122-1113-9.
- Vernus، Pascal (2003). Affairs and Scandals in Ancient Egypt. ترجمة: David Lorton. Ithaca, NY: Cornell University Press. ISBN:978-0-8014-4078-6.